# Начо Ново
Начо Ново (ісп. Nacho Novo, нар. 26 березня 1979, Ферроль) — іспанський футболіст відомий виступами за «Рейнджерс». Наразі нападник клубу «Кароліна Рейлгоукс».

## Ігрова кар'єра
Начо Ново в дорослому футболі дебютував 1998 року виступами за команду клубу «Сомозас», в якій провів один сезон, взявши участь у 35 матчах чемпіонату. 
Згодом з 1999 по 2004 рік грав у складі команд клубів «Уеска», «Рейт Роверс» та «Данді».
Своєю грою за останню команду привернув увагу представників тренерського штабу клубу «Рейнджерс», до складу якого приєднався 2004 року. Відіграв за команду з Глазго наступні шість сезонів своєї ігрової кар'єри. Більшість часу, проведеного у складі «Рейнджерс», був основним гравцем атакувальної ланки команди. За цей час двічі виборював титул чемпіона Шотландії, ставав володарем Кубка шотландської ліги.
Протягом 2010—2014 років захищав кольори клубів «Спортінг» (Хіхон), «Легія», «Уеска», «Грінок Мортон» та «Карлайл Юнайтед».
До складу клубу «Кароліна Рейлгоукс» приєднався 2014 року. Відтоді встиг відіграти за команду з Північної Кароліни 8 матчів в національному чемпіонаті.

## Титули і досягнення
«Рейнджерс»
- Чемпіонат Шотландії
  - Чемпіон (3): 2004–05, 2008–09, 2009–10
- Кубок Шотландії
  - Володар (1): 2008–09
- Кубок шотландської ліги
  - Володар (2): 2004–05, 2009–10
- Кубок УЄФА
  - Фіналіст (1): 2007–08

 «Легія»
- Кубок Польщі
  - Володар (1): 2011–12